# Kåre Kolberg
Kåre Kolberg (* 24. April 1936 in Birkenes; † 19. August 2014 in Holmestrand) war ein norwegischer Komponist und Organist.
Kolberg erwarb 1958 am Konservatorium von Stockholm das Kantoren- und Organistenexamen und war ab 1961 zwanzig Jahre lang Organist an der Grorud Kirke. Sein Studium an der Universität Oslo schloss er 1963 als Magister der Musikwissenschaft ab. 
Von 1964 bis 1966 war er Assistent an der Universität Oslo, von 1967 bis 1970 Musikreporter beim Dagbladet. Von 1966 bis 1969 war er Stipendiat der norwegischen Forschungsrates (Norges almenvitenskapelige forskningsråd, NAVF). Kurze Zeit arbeitete er auch als Musikberater für das Fernsehen des Norwegischen Rundfunks.
Als Interessenvertreter der norwegischen zeitgenössischen Komponisten war Kolberg von 1970 bis 1973 Vorsitzender der Gesellschaft nyMusikk, von 1974 bis 1976 Vorsitzender des Koordinierungsausschusses der Kunstneraksjon-74 und von 1979 bis 1984 Vorsitzender der Norwegischen Komponistenverbandes.
Als Komponist schloss sich Kolberg den avantgardistischen Strömungen seiner Zeit an, wobei er anstrebte, die Trennung zwischen „klassischer“ Musik und Jazz, zwischen Musik und verwandten Kunstformen aufzulösen. Plym-Plym (1966) für gemischten Chor, Vokalquartett und Sprecher ist eine Collage- und Sprachkomposition, in der Gesang, Sprache und sinnfreie phonetische Töne ineinander verwoben sind. Ein zentrales Werk der 1960er Jahre ist das Kirchenballett Hakena'nit (Die kanaanitische Frau) für Orgel, Schlagzeug und Tanz (1968). In Jaba 768 (1968) lässt Kolberg drei Jazzmusiker auf der Grundlage einer grafischen Partitur improvisieren. Mit Tivoli schuf er 1974 Norwegens erste Fernsehoper. Das Vokalquartett For the Time Being wurde vom Komponistenverband zum Werk des Jahres 1984 gewählt.

## Werke
- Ludus für Orgel, 1962
- Quartetto per archi, 1964
- Suoni per archi, 1965
- Plym-Plym für gemischten Chor, Vokalquartett und Sprecher, 1966
- Hakena'nit (Den kanaaneiske kvinne), Kirchenballett für Orgel, Schlagwerk und Tänzer, 1968
- Jaba 768 für Jazztrio, 1968
- Keiserens nye slips für elektroakustische Instrumente, 1973
- Tivoli, Fernsehoper, 1974
- Pasticcio für Blockflötenquartett, 1976
- For the time being für Vokalquartett, 1985
- Bozza per orchestra, 1994